# Chomedey (circonscription provinciale)
Pour les articles homonymes, voir Chomedey (homonymie).
Circonscription électorale provinciale du Canada
Chomedey est une circonscription électorale provinciale du Québec située dans la région de Laval.

## Historique
Précédée de : Fabre et Laval
Chomedey a été créé lors de la réforme de la carte électorale en 1980. Elle est issue d'une partie de la circonscription de Fabre et plus substantiellement, d'une partie de l'ancienne circonscription de Laval. Lors de la refonte de la carte électorale de 2017, une partie de son territoire a été cédé à la circonscription de Fabre.
Elle est nommée en l'honneur de Paul Chomedey de Maisonneuve, fondateur de Montréal.
Depuis sa création, les électeurs de la circonscription ont toujours élu un député du Parti libéral du Québec. Peu après les élections de 2018, le député réélu Guy Ouellette est expulsé du caucus du Parti libéral en raison d'un bris de confiance avec le parti.

## Territoire et limites
La circonscription de Chomedey est situé dans la portion sud de la ville de Laval. Ses limites sont à l'ouest l'autoroute Chomedey, le chemin du Souvenir et la 100e avenue, à l'est l'autoroute des Laurentides, au nord l'autoroute Laval et au sud la rivière des Prairies. Elle s'étend sur 26,24 km2 et sa population était de 78 430 personnes en 2016. Cinquante-trois pour cent de la population a une langue maternelle autre que le français ou l'anglais, parmi lesquelles l'arabe et le grec sont les plus nombreuses.

## Liste des députés

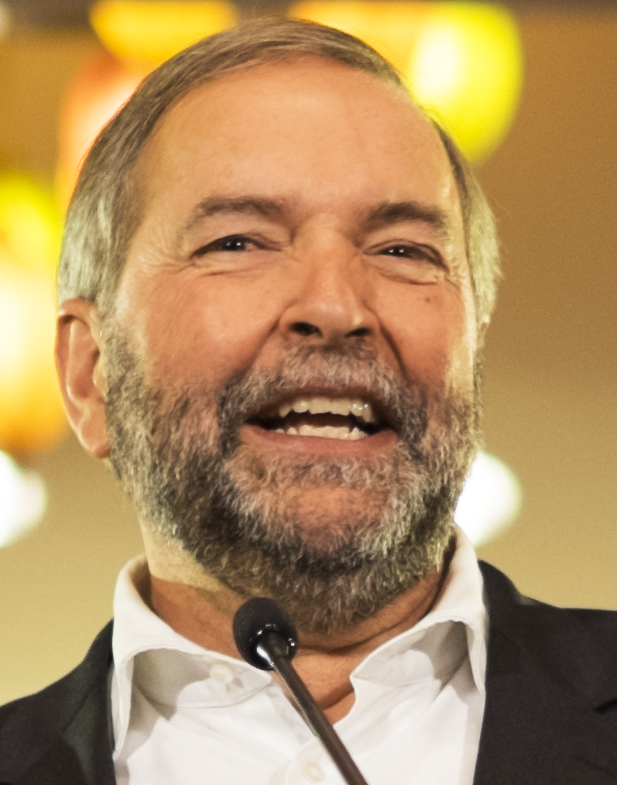
Thomas Mulcair est député de Chomedey de 1994 à 2007 pour le Parti libéral du Québec.

| Années | Années      | Député                | Parti   |
| ------ | ----------- | --------------------- | ------- |
|        | 1981 - 1985 | Lise Bacon            | Libéral |
|        | 1985 - 1989 | Lise Bacon            | Libéral |
|        | 1989 - 1994 | Lise Bacon            | Libéral |
|        | 1994 - 1998 | Thomas Mulcair        | Libéral |
|        | 1998 - 2003 | Thomas Mulcair        | Libéral |
|        | 2003 - 2007 | Thomas Mulcair        | Libéral |
|        | 2007 - 2008 | Guy Ouellette         | Libéral |
|        | 2008 - 2012 | Guy Ouellette         | Libéral |
|        | 2012 - 2014 | Guy Ouellette         | Libéral |
|        | 2014 - 2018 | Guy Ouellette         | Libéral |
|        | 2018 - 2022 | Guy Ouellette         | Libéral |
|        | Indépendant | Guy Ouellette         |         |
|        | 2022 - ...  | Sona Lakhoyan Olivier | Libéral |

## Résultats électoraux
|                                                                                               | Nom                   | Parti            | Nombre de voix | %      | Maj.  |
| --------------------------------------------------------------------------------------------- | --------------------- | ---------------- | -------------- | ------ | ----- |
|                                                                                               | Sona Lakhoyan Olivier | Libéral          | 11 895         | 36,5 % | 3 199 |
|                                                                                               | George Platanitis     | Coalition avenir | 8 696          | 26,7 % | -     |
|                                                                                               | Konstantinos Merakos  | Conservateur     | 6 467          | 19,9 % | -     |
|                                                                                               | Zachary Robert        | Québec solidaire | 2 570          | 7,9 %  | -     |
|                                                                                               | Rachid Bandou         | Parti québécois  | 2 343          | 7,2 %  | -     |
|                                                                                               | Sahbi Nablia          | Vert             | 311            | 1 %    | -     |
|                                                                                               | Federica Gangai       | Bloc Montréal    | 290            | 0,9 %  | -     |
| Total                                                                                         | Total                 | Total            | 32 572         | 100 %  |       |
| Le taux de participation lors de l'élection était de 54,5 % et 479 bulletins ont été rejetés. |                       |                  |                |        |       |

|                                                                                             | Nom                     | Parti            | Nombre de voix | %      | Maj.  |
| ------------------------------------------------------------------------------------------- | ----------------------- | ---------------- | -------------- | ------ | ----- |
|                                                                                             | Guy Ouellette (sortant) | Libéral          | 15 982         | 52,7 % | 7 968 |
|                                                                                             | Alice Abou-Khalil       | Coalition avenir | 8 014          | 26,4 % | -     |
|                                                                                             | Ouerdia Nacera Beddad   | Parti québécois  | 2 301          | 7,6 %  | -     |
|                                                                                             | Rabah Moulla            | Québec solidaire | 2 144          | 7,1 %  | -     |
|                                                                                             | Nick Keramarios         | Conservateur     | 1 084          | 3,6 %  | -     |
|                                                                                             | Fatine Kabbaj           | Vert             | 538            | 1,8 %  | -     |
|                                                                                             | Omar El-Harrache        | NPD Québec       | 276            | 0,9 %  | -     |
| Total                                                                                       | Total                   | Total            | 30 339         | 100 %  |       |
| Le taux de participation lors de l'élection était de 54 % et 526 bulletins ont été rejetés. |                         |                  |                |        |       |

|                                                                                               | Nom                     | Parti            | Nombre de voix | %      | Maj.   |
| --------------------------------------------------------------------------------------------- | ----------------------- | ---------------- | -------------- | ------ | ------ |
|                                                                                               | Guy Ouellette (sortant) | Libéral          | 30 604         | 73 %   | 25 788 |
|                                                                                               | Jean Cooke              | Parti québécois  | 4 816          | 11,5 % | -      |
|                                                                                               | Carlie Dejoie           | Coalition avenir | 4 658          | 11,1 % | -      |
|                                                                                               | Lise-Anne Rhéaume       | Québec solidaire | 1 164          | 2,8 %  | -      |
|                                                                                               | Brendan Edge            | Vert             | 347            | 0,8 %  | -      |
|                                                                                               | Emily Gagnon            | Bloc pot         | 191            | 0,5 %  | -      |
|                                                                                               | Patrick Simard          | Option nationale | 130            | 0,3 %  | -      |
| Total                                                                                         | Total                   | Total            | 41 910         | 100 %  |        |
| Le taux de participation lors de l'élection était de 72,3 % et 352 bulletins ont été rejetés. |                         |                  |                |        |        |

|                                                                                               | Nom                     | Parti            | Nombre de voix | %      | Maj.   |
| --------------------------------------------------------------------------------------------- | ----------------------- | ---------------- | -------------- | ------ | ------ |
|                                                                                               | Guy Ouellette (sortant) | Libéral          | 21 893         | 57,2 % | 14 514 |
|                                                                                               | Marielle Potvin         | Coalition avenir | 7 379          | 19,3 % | -      |
|                                                                                               | Jean Cooke              | Parti québécois  | 6 340          | 16,6 % | -      |
|                                                                                               | Francine Bellerose      | Québec solidaire | 1 362          | 3,6 %  | -      |
|                                                                                               | Stéphanie Stevenson     | Vert             | 663            | 1,7 %  | -      |
|                                                                                               | Patrick Simard          | Option nationale | 341            | 0,9 %  | -      |
|                                                                                               | Kamal Germanos Lutfi    | Indépendant      | 267            | 0,7 %  | -      |
| Total                                                                                         | Total                   | Total            | 38 245         | 100 %  |        |
| Le taux de participation lors de l'élection était de 67,9 % et 418 bulletins ont été rejetés. |                         |                  |                |        |        |

|                                                                                               | Nom                     | Parti               | Nombre de voix | %      | Maj.   |
| --------------------------------------------------------------------------------------------- | ----------------------- | ------------------- | -------------- | ------ | ------ |
|                                                                                               | Guy Ouellette (sortant) | Libéral             | 16 702         | 66,1 % | 11 392 |
|                                                                                               | Jonathan Cyr            | Parti québécois     | 5 310          | 21 %   | -      |
|                                                                                               | Josée Granger           | Action démocratique | 1 936          | 7,7 %  | -      |
|                                                                                               | Christian Picard        | Vert                | 625            | 2,5 %  | -      |
|                                                                                               | Francine Bellerose      | Québec solidaire    | 556            | 2,2 %  | -      |
|                                                                                               | Polyvios Tsakanikas     | Marxiste-léniniste  | 133            | 0,5 %  | -      |
| Total                                                                                         | Total                   | Total               | 25 262         | 100 %  |        |
| Le taux de participation lors de l'élection était de 45,2 % et 281 bulletins ont été rejetés. |                         |                     |                |        |        |

|                                                                                               | Nom                   | Parti               | Nombre de voix | %      | Maj.   |
| --------------------------------------------------------------------------------------------- | --------------------- | ------------------- | -------------- | ------ | ------ |
|                                                                                               | Guy Ouellette         | Libéral             | 18 667         | 54,7 % | 10 738 |
|                                                                                               | Phani Papachristou    | Action démocratique | 7 929          | 23,3 % | -      |
|                                                                                               | Joëlle Quérin         | Parti québécois     | 5 180          | 15,2 % | -      |
|                                                                                               | Jean Martin           | Vert                | 1 237          | 3,6 %  | -      |
|                                                                                               | Francine Bellerose    | Québec solidaire    | 683            | 2 %    | -      |
|                                                                                               | Noemia Onofre de Lima | Indépendant         | 299            | 0,9 %  | -      |
|                                                                                               | Polyvios Tsakanikas   | Marxiste-léniniste  | 103            | 0,3 %  | -      |
| Total                                                                                         | Total                 | Total               | 34 098         | 100 %  |        |
| Le taux de participation lors de l'élection était de 62,9 % et 338 bulletins ont été rejetés. |                       |                     |                |        |        |

|                                                                                               | Nom                      | Parti               | Nombre de voix | %      | Maj.   |
| --------------------------------------------------------------------------------------------- | ------------------------ | ------------------- | -------------- | ------ | ------ |
|                                                                                               | Thomas Mulcair (sortant) | Libéral             | 25 363         | 71,1 % | 18 795 |
|                                                                                               | Coline Chhay             | Parti québécois     | 6 568          | 18,4 % | -      |
|                                                                                               | Vicken Darakdjian        | Action démocratique | 3 384          | 9,5 %  | -      |
|                                                                                               | Polyvios Tsakanikas      | Marxiste-léniniste  | 210            | 0,6 %  | -      |
|                                                                                               | Robert Tamilia           | Égalité             | 148            | 0,4 %  | -      |
| Total                                                                                         | Total                    | Total               | 35 673         | 100 %  |        |
| Le taux de participation lors de l'élection était de 66,9 % et 402 bulletins ont été rejetés. |                          |                     |                |        |        |

## Référendums
|  | Référendum                     | % du OUI | % du NON | Taux de participation |
|  | Accord de Charlottetown (1992) | 67,30 %  | 32,70 %  | 84,25 %               |
|  | Référendum de 1995             | 27,38 %  | 72,62 %  | 94,81 %               |